# Caelatoglanis zonatus
Caelatoglanis zonatus és una espècie de peix de la família dels eretístids i l'única del gènere Caelatoglanis.

## Morfologia
- Els mascles poden assolir 3,9 cm de longitud total.
- Nombre de vèrtebres: 30-31.[1]

## Hàbitat
És un peix d'aigua dolça i de clima tropical.

## Distribució geogràfica
Es troba a Àsia: Myanmar.